# Ermita de Santa Ana (Zucaina)
La ermita de Santa Ana está dedicada a la patrona de la Villa de Zucaina (Provincia de Castellón, España). Fue construida a finales del siglo XVIII y está situada a unos 4 km de la población, en dirección Montanejos, por la carretera CV-195. 
Se encuentra en un paraje de gran belleza natural. Está construida en el margen derecho de la Rambla de Santa Ana, afluente del río Villahermosa y de una fuente de la que sale abundante agua fresca. Al lado de la fuente hay una zona reservada para hacer carne a la brasa o paellas y alrededor de la ermita hay diversas mesas y bancos de hormigón donde podérsela comer. 
La ermita fue construida a raíz de las diversas apariciones que de Santa Ana tuvo una pastorcilla procedente de alguna de las masías que hoy se encuentran próximas a la ermita. Santa Ana se le apareció sobre una gran zarza que misteriosamente no pinchaba y le dijo en la última aparición que la gente de Zucaina construyera una ermita en ese lugar. La devoción que tienen los lugareños a Santa Ana es muy grande, la cual, según figura en una placa de la ermita, salvó del cólera a la población hacia finales del siglo XIX. 

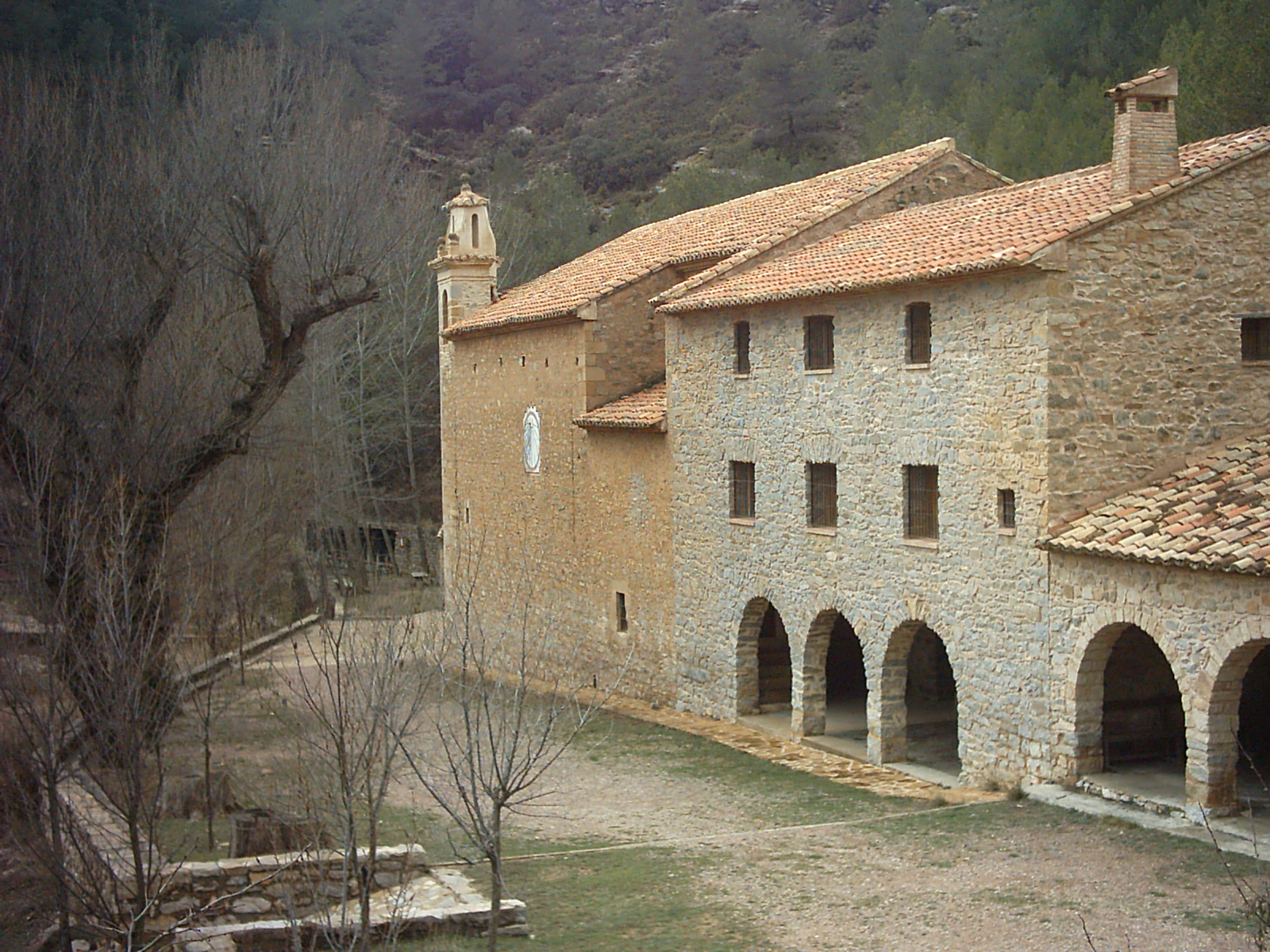
Ermita de Santa Ana

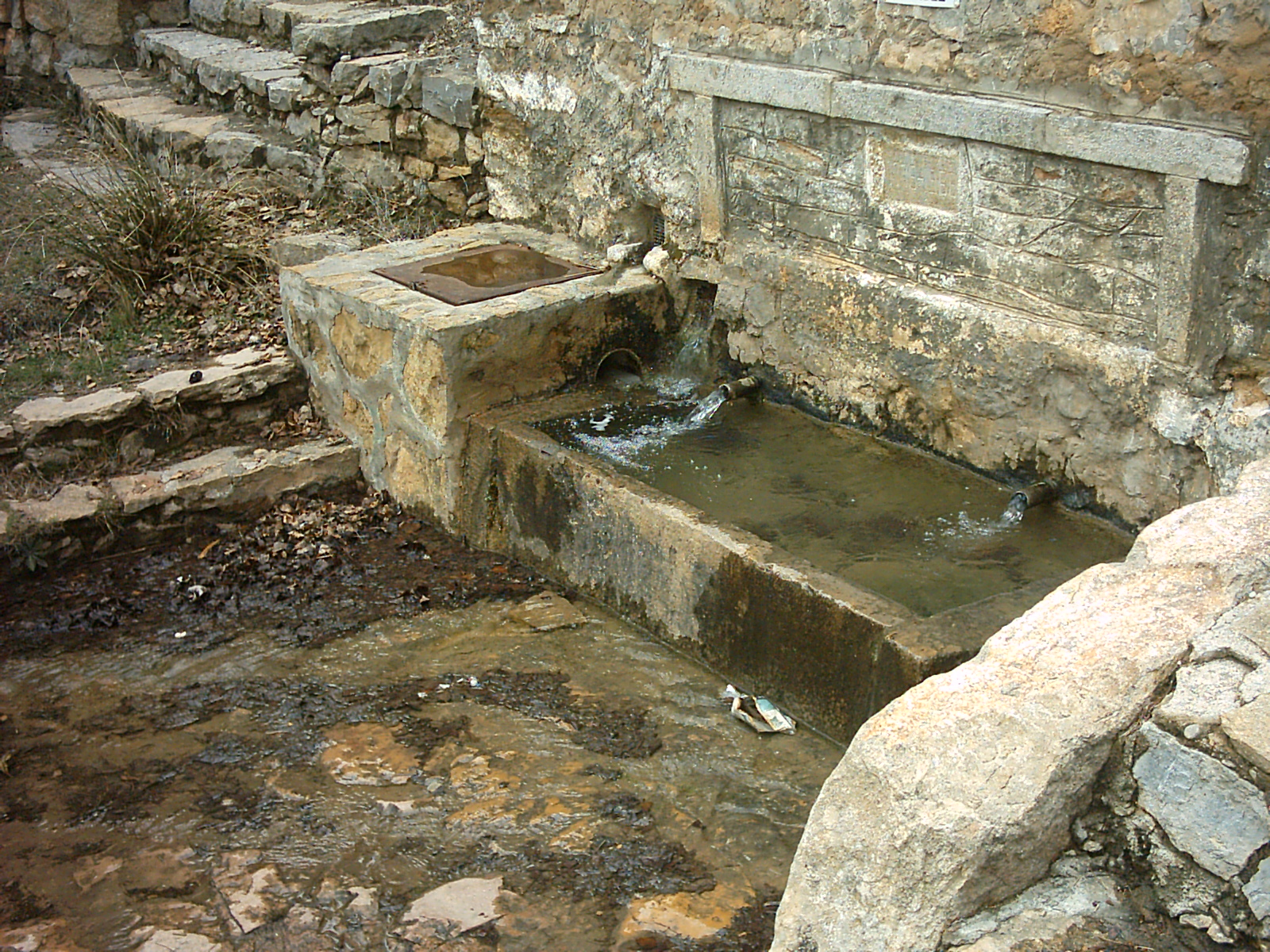
Fuente de la Ermita de Santa Ana (Zucaina).

Cada 1 de mayo se realiza una gran romería a la ermita desde el pueblo con la celebración de dos misas solemnes. En tal día la presencia de tenderetes, en los que se pueden comprar diversas cosas, es numerosa. Otra fecha importante, aunque no tan multitudinaria como la anterior, es la del 26 de julio, día de San Joaquín y Santa Ana, en el que se realiza una misa solemne en la ermita y se reparte una torta conocida como la "rebaná" entre todos los asistentes. Este día es conocido como el día de "Santa Ana de la Rebaná". En los últimos años se han llevado a cabo trabajos de rehabilitación de su fachada e interior, devolviéndole a la ermita su aspecto original. 